# Plivački maraton Lozica
Plivački maraton Lozica također poznat i kao Plivački maraton Rogoznica. Održava se od 1997. na blagdan Velike gospe. Start je u uvali Korišće, pliva se oko otoka Lukvenjak, a cilj je na plaži Lozica. Duljina staze je 2200 metara. Plivaju ga i amateri i klupski plivači u zasebnim kategorijama. Organizator je plivački i vaterpolo trener Damir Radić iz splitskog plivačkog kluba Mornar.